# Paul Rand
Peretz Rosenbaum, noto come Paul Rand (New York, 15 agosto 1914 – Norwalk, 26 novembre 1996), è stato un designer statunitense.

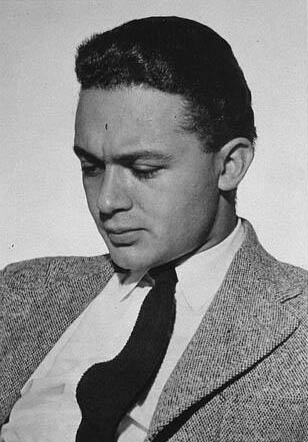

È noto soprattutto per aver curato il redesign del logotipo della IBM (1962) e per aver progettato il marchio della Westinghouse Electric (1962).

## Biografia

Paul Rand: redesign del logotipo della IBM, in uso dal 1962 al 2003.

Conosce il mondo del design in giovane età disegnando insegne per la drogheria del padre e locandine per eventi scolastici. Frequenta la Harren High School di Manhattan e i corsi serali del Pratt Institute di New York. Rand rimane comunque principalmente un autodidatta e si ispira ai lavori di Cassandre e di Moholy-Nagy e a riviste europee come Gebrauchsgraphik. La sua carriera di grafico comincia con lavori tra i più vari, da cataloghi per rivenditori alla piccola pubblicità per giornali e riviste. In qualche anno il suo portfolio si amplia notevolmente ed è largamente influenzato dallo stile pubblicitario tedesco Sachplakat e dai lavori di Gustav Jensen. In questi anni decide di celare il proprio nome, palesemente ebreo, dietro lo pseudonimo di Paul Rand.
Dopo aver studiato grafica editoriale, entra in qualità di art director all'Esquire e all'Apparel Arts e vi rimane per tutto il periodo che va dal 1935 al 1941. All'incirca nella stessa epoca, tra il 1938 e il 1945, comincia a produrre lavori, tra i quali le copertine della rivista Direction, che gli faranno guadagnare l'attenzione internazionale, e le lodi degli addetti ai lavori, tra cui lo stesso Moholy-Nagy. Successivamente diventa consulente per IBM, Westinghouse e altre aziende statunitensi.
Nel periodo compreso tra il 1956 e il 1969 insegna presso l'Università di Yale, crea caratteri tipografici (in particolare il font Westinghouse del 1956), disegna copertine per libri e progetta la grafica di volumi per l'infanzia..
I suoi lavori più noti rimangono comunque le cosiddette identità aziendali (corporate identity), in particolare i logotipi, tra cui IBM, ABC, UPS, Enron, Westinghouse e la NeXT di Steve Jobs. Il suo stile semplice, diretto ed essenziale diventa subito riconoscibile e ampiamente imitato fino ai giorni nostri.
Nell'arco della propria carriera scrive inoltre varie monografie dedicate alla comunicazione e alla tipografia. Tra queste è possibile citare: Thoughts on Design (1946); Design and the Play Instinct (1965); The Trademarks of Paul Rand (1970)..
Nel 1972 viene annoverato nell'Art Director Club Hall of Fame.
Nel 1984 la rivista giapponese Idea lo inserisce tra i trenta designers più influenti del ventesimo secolo.
Nel 1986 una prestigiosa giuria internazionale, che comprende, tra gli altri, Bob Noorda, Massimo Vignelli, Max Huber, Shigeo Fukuda e Roman Cieslewicz, gli assegna il Premio Firenze Pubblicità, che gli viene consegnato nel Salone dei Cinquecento di Palazzo Vecchio.
Muore di cancro nel 1996.
Nel 1999 Steven Heller dedica alla vita e all'opera grafica di Paul Rand un'imponente monografia edita da Phaidon.